# Tuba (fiume)
La Tuba (in russo Туба́?) è un fiume della Russia (Kraj di Krasnojarsk), affluente di destra dello Enisej.
Si origina nel pedemonte occidentale dei monti Saiani Orientali dalla confluenza dei rami sorgentiferi Amyl e Kazyr, scorrendo poi con direzione mediamente occidentale nella regione della depressione di Minusinsk fino a sfociare nell'alto corso dello Enisej, a 2854 km dalla foce, poco oltre Abakan.
La Tuba, intesa come fiume a sé, ha dimensioni parecchio più ridotte dei suoi due rami sorgentiferi, sia come lunghezza che come ampiezza di bacino. Il maggiore affluente è il Kizir, tributario di destra del Kazyr.
La Tuba è navigabile per 99 km a monte della foce; è gelata, mediamente, da novembre a fine aprile.